# Schneiderspitze (Kalkkögel)
Die Schneiderspitze ist ein dem Ampferstein nördlich vorgelagerter Gipfel in den Kalkkögeln, die zu den Stubaier Alpen gehören. 
Gegen Norden und Westen hin fällt die Schneiderspitze mit imposanten Felswänden zur Axamer Lizum hin ab. Die untere Felswand trägt die Bezeichnung Hüttenwand. Der Gipfel ist auf einfachen Steigen erreichbar, entweder vom Lizumer Kar im Westen aus oder vom Halsl 1992 m im Osten, dem Sattel zwischen dem Ampferstein und der Nockspitze. Im Winter ist die Schneiderspitze auch Ziel von Skitourengehern. Der Anstieg von der Axamer Lizum über das Halsl nimmt etwa 1,5 Stunden Gehzeit in Anspruch.